# Ordinary Man (album Ozzy Osbourne)
Ordinary Man è l'undicesimo album in studio del cantautore britannico Ozzy Osbourne, pubblicato il 21 febbraio 2020 dalla Epic.

## Descrizione
Il disco è stato registrato a Los Angeles e prodotto da Andrew Watt. Alla sua realizzazione hanno collaborato diversi artisti, tra cui Chad Smith dei Red Hot Chili Peppers e Duff McKagan dei Guns N' Roses. Esso segna anche il divario temporale più ampio tra due album di Osbourne fino ad oggi, lungo quasi dieci anni, visto che l'ultimo lavoro in studio del cantante era Scream, uscito nel giugno 2010.
L'album è stato preceduto dai singoli Under the Graveyard e Straight to Hell, usciti rispettivamente l'8 ed il 22 novembre 2019. Il 10 gennaio 2020 è stato pubblicato l'omonimo terzo singolo Ordinary Man, figurante la collaborazione di Elton John.
Il 19 febbraio 2021 viene lanciato il quarto singolo It's a Raid con Post Malone, per il quale viene realizzato un video animato.
Il brano Take What You Want, già incluso nel terzo album di Post Malone Hollywood's Bleeding del 2019, è presente come traccia bonus di tutte le edizioni dell'album eccetto il formato LP.

## Tracce
1. Straight to Hell – 3:45 (Ozzy Osbourne, Chad Smith, Duff McKagan, Andrew Watt)
2. All My Life – 4:18 (Osbourne, Smith, McKagan, Ali Tamposi, Watt)
3. Goodbye – 5:34 (Osbourne, Smith, McKagan, Tamposi, Watt)
4. Ordinary Man (feat. Elton John) – 5:01 (Osbourne, Smith, McKagan, Bill Walsh, Watt)
5. Under the Graveyard – 4:57 (Osbourne, Smith, Tamposi, Watt)
6. Eat Me – 4:19 (Osbourne, Smith, McKagan, Tamposi, Watt)
7. Today Is the End – 4:06 (Osbourne, Smith, Tamposi, Watt)
8. Scary Little Green Men – 4:20 (Osbourne, Smith, McKagan, Tamposi, Watt)
9. Holy for Tonight – 4:52 (Osbourne, Smith, McKagan, Tamposi, Watt)
10. It's a Raid (feat. Post Malone) – 4:20 (Osbourne, Post Malone, Louis Bell, Smith, Tamposi, Watt)

Traccia bonus nei formati CD, musicassetta e digitale
1. Take What You Want (Post Malone feat. Ozzy Osbourne & Travis Scott) – 3:49 (Osbourne, Post Malone, Scott, Walsh, Watt, Bell)

Traccia bonus nell'edizione giapponese
1. Darkside Blues – 1:47 (Osbourne, Watt)

## Formazione
- Ozzy Osbourne – voce, armonica a bocca (tracce 6 e 12)
- Andrew Watt – chitarra, basso (tracce 5, 7 e 10), cori (tracce 1-8 e 10), tastiera  (eccetto tracce 1 e 3), pianoforte (traccia 4), produzione, arrangiamenti cori e strumenti ad arco
- Paul Lamalfa – ingegneria del suono
- Duff McKagan – basso (eccetto tracce 5, 7 e 10)
- Chad Smith – batteria, percussioni
- Charlie Puth – tastiera (tracce 1, 2, 5, 6 e 9)
- Tom Morello – chitarra (tracce 8 e 10)
- Slash – chitarra solista (traccia 1 e 4)
- Caesar Edmunds – sintetizzatore (tracce 1-3, 6 e 10), instrumentazione e programmazione (tracce 1, 6 e 8)
- Happy Perez – instrumentazione e programmazione (tracce 1 e 8), produzione aggiuntiva (traccia 1)
- Elton John – voce aggiuntiva e pianoforte (traccia 4)
- Post Malone – voce aggiuntiva (tracce 10 e 11)
- Travis Scott – voce aggiuntiva (traccia 11)
- Louis Bell – tastiera, programmazione, instrumentazione, ingegneria del suono e produzione parti vocali (tracce 10 e 11)

Orchestra e cori
- Ben Parry – direzione cori (tracce 1, 4 e 9)
- Terry Edwards – direzione cori (tracce 1, 4 e 9)
- Will Malone – arrangiamento e direzione strumenti ad arco (tracce 4 e 9)
- Amy Lyddon – cori (tracce 1, 4 e 9)
- Clara Sanabras – cori (tracce 1, 4 e 9)
- Hannah Cooke – cori (tracce 1, 4 e 9)
- Jo Marshall – cori (tracce 1, 4 e 9)
- Lucius – cori (tracce 1, 4 e 9)
- John Evanson – cori (tracce 1, 4 e 9)
- Michael Dore – cori (tracce 1, 4 e 9)
- Nicholas Garrett – cori (tracce 1, 4 e 9)
- Peter Snipp – cori (tracce 1, 4 e 9)
- London Voices – cori (tracce 1 e 9)
- Grace Davidson – cori (tracce 1, 4 e 9)
- Joanna Forbes L'Estrange – cori (tracce 1, 4 e 9)
- Sara Davey – cori (tracce 1, 4 e 9)
- Sarah Eyden – cori (tracce 1, 4 e 9)
- Christopher Hann – cori (tracce 1, 4 e 9)
- Gareth Treseder – cori (tracce 1, 4 e 9)
- John Bowen – cori (tracce 1, 4 e 9)
- Richard Eteson – cori (tracce 1, 4 e 9)
- Richard Pryce – contrabbasso (tracce 4 e 9)
- Stacey Watton – contrabbasso (tracce 4 e 9)
- Andy Parker – viola (tracce 4 e 9)
- Julia Knight – viola (tracce 4 e 9)
- Peter Lale – viola (tracce 4 e 9)
- Sue Dench – viola (tracce 4 e 9)
- Chris Worsey – violoncello (tracce 4 e 9)
- Ian Burdge – violoncello (tracce 4 e 9)
- Nick Cooper – violoncello (tracce 4 e 9)
- Vicky Matthews – violoncello (tracce 4 e 9)
- Boguslaw Kostecki – violino (tracce 4 e 9)
- Chris Tombling – violino (tracce 4 e 9)
- Debbie Widdup – violino (tracce 4 e 9)
- Dorina Markoff – violino (tracce 4 e 9)
- Everton Nelson – violino (tracce 4 e 9)
- Gaby Lester – violino (tracce 4 e 9)
- Jackie Hartley – violino (tracce 4 e 9)
- John Bradbury – violino (tracce 4 e 9)
- Lizzie Ball – violino (tracce 4 e 9)
- Mark Berrow – violino (tracce 4 e 9)
- Patrick Kiernan – violino (tracce 4 e 9)
- Perry Montague-Mason – violino (tracce 4 e 9)
- Steve Morris – violino (tracce 4 e 9)
- Tom Pigott-Smith – violino (tracce 4 e 9)

## Successo commerciale
Nella classifica giapponese delle vendite fisiche e digitali Ordinary Man ha esordito al 10º posto con 5 930 copie vendute. Negli Stati Uniti d'America e nel Regno Unito ha esordito al terzo posto in entrambe le classifiche, mentre ha raggiunto la prima posizione in Repubblica Ceca e Svezia.

## Classifiche

### Classifiche settimanali
| Classifica (2020)          | Posizione massima |
| -------------------------- | ----------------- |
| Australia                  | 4                 |
| Austria                    | 2                 |
| Belgio (Fiandre)           | 18                |
| Belgio (Vallonia)          | 11                |
| Canada                     | 3                 |
| Danimarca                  | 16                |
| Finlandia                  | 3                 |
| Francia                    | 34                |
| Germania                   | 2                 |
| Grecia                     | 2                 |
| Irlanda                    | 22                |
| Italia                     | 6                 |
| Messico                    | 13                |
| Norvegia                   | 3                 |
| Nuova Zelanda              | 12                |
| Paesi Bassi                | 18                |
| Polonia                    | 3                 |
| Portogallo                 | 3                 |
| Regno Unito                | 3                 |
| Regno Unito (rock & metal) | 1                 |
| Repubblica Ceca            | 1                 |
| Spagna                     | 3                 |
| Stati Uniti                | 3                 |
| Stati Uniti (hard rock)    | 1                 |
| Stati Uniti (rock)         | 1                 |
| Svezia                     | 1                 |
| Svizzera                   | 2                 |
| Ungheria                   | 5                 |

### Classifiche di fine anno
| Classifica (2020) | Posizione |
| ----------------- | --------- |
| Germania          | 58        |
| Polonia           | 71        |
| Stati Uniti       | 199       |
| Svizzera          | 86        |
| Ungheria          | 58        |